# درصوفیان
درصوفیان، یکی از روستاهای استان خراسان شمالی واقع در ۱۷ کیلومتری جنوب شرقی بجنورد است.زبان این روستاترکی خراسانی است وازروستاهای پرجمعیت بجنوردمحسوب میشودکه بیش ترجمعیت آن به شهرکوچ کرده ودرروستاهای کلاته یاور،صندل آباد،باغ نجاتی واحمد۱و۲،قلعه عزیزوشرق سپاه ومعصوم زاده ساکن هستند.درصوفیان قدمت زیادی داردودرگذشته دارای مکتب خانه های بسیاری بوده است.این روستای سرسبزوزیبادرمیان دره ای که ازوسط آن رودخانه پرآبی میگذردقرارگرفته ودارای میوه های گیلاس،زردآلو،انگوروگردوی بسیارمرغوب است که همه جازبان زداست.محصولات کشاورزی درصوفیان هم شامل گندم،عدس،جوونخوداست که همگی بصورت دیم کشت میشوندومنبع درآمدی بسیارمهم برای مردم این روستابه شمارمی رودو این روستادرصدردارندگان زمین دیم دربجنوردقرارگرفته است.

## جمعیت
این روستا در دهستان آلاداغ قرار دارد و براساس سرشماری مرکز آمار ایران در سال ۱۳۸۵، جمعیت آن ۳۳۸ نفر (۱۰۰خانوار) بوده‌است وجمعیت اصلی این روستادرشهرمحاسبه نشده‌ است.